# Södra Birkalands ekonomiska region
Södra Birkalands ekonomiska region (finska: Etelä-Pirkanmaan seutukunta) är en av ekonomiska regionerna i landskapet Birkaland i Finland. 
Folkmängden i Södra Birkalands ekonomiska region uppgick den 1 januari 2013 till 43 480 invånare, regionens  totala areal utgjordes av 1 191 kvadratkilometer och landytan utgjordes av 1 040  kvadratkilometer.  I Finlands NUTS-indelning representerar regionen nivån LAU 1 (f.d. NUTS 4), och dess nationella kod är 063.

## Förteckning över kommuner
Södra Birkalands ekonomiska region består av följande tre kommuner: 
- Valkeakoski stad
- Ackas kommun
- Urdiala kommun

Samtliga kommuners språkliga status är enspråkigt finska.